# Upplands runinskrifter 597
Upplands runinskrifter 597 består av ett par fragment av en sönderslagen runsten. Den nu lagade stenen står cirka tjugo meter sydost om prästgården vid Hökhuvuds kyrka i Hökhuvuds socken, Uppland.
Runstenen av rödgrå granit har enligt beräkningar varit hela två meter hög och 1,5 meter bred innan den krossades. Vad som nu återstår är två av sex fragment, som vända upp och ner blivit ihopfogade och resta på prästgårdstomten. Ornamentiken som bestått av ett slingerverk med tre öglor i pyramidform, är en stil som påminner om ristaren Öpirs.
Texten är delvis konstruerad eftersom vissa avsnitt gått förlorade. Den från runor översatta inskriften lyder enligt nedan:

## Inskriften
Translitterering av runraden:
aterfr · ... [· fuluki · lit(u)] · res... ... · eftiR · uiterf ' faþur [sin ...arm(i)lr · fals]...
Normalisering till runsvenska:
AdiarfR ... Fullugi letu ræis[a] ... æftiR Vidiarf, faður sinn ... ...
Översättning till nusvenska:
Ådjärv (och) Fulluge läto resa (stenen) efter Vidjärv, sin fader ...

## Historia
Redan 1592 hittade Bureus runstenen sönderslagen i sex delar vid bron. När Rhezelius kom i början på 1600-talet återstod endast fem delar. Dessa fem avbildades av Aschaneus med en anmärkning att fyra av fragmenten låg vid Olandsån och den femte i prästgårdens smedja. Därefter kom omkring år 1700 Johan Peringskiöld och då återstod endast tre fragment "vid bron som går över ån nedanom Hökhuvuds kyrka". Dessa tre brottstycken fanns kvar när sedan Celsius kom, men låg då uspridda: ett på kyrkogården, ett vid strömmen och ett på brons andra sida. Därpå försvann alla bitarna. Två av dessa, som nu är bevarade, hittades dock 1857 i åns brokista och de fördes till prästgårdstomten där de hopfogades med en järnkrampa och restes. Vid en omresning 1941 utbyttes krampan mot stenkitt.